# Kultura Samarra

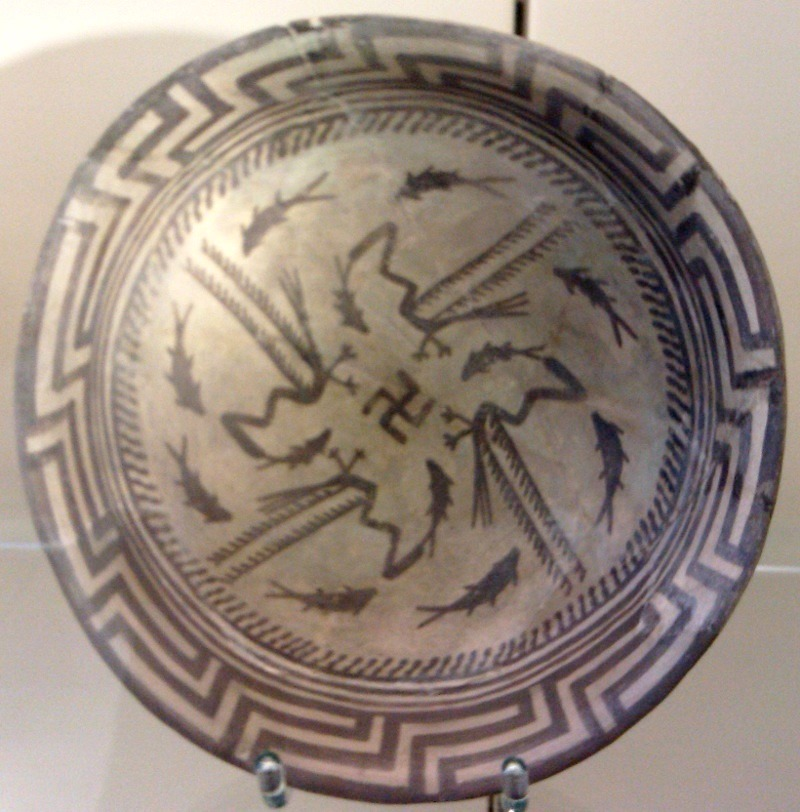
Talerz z Samarra z ornamentem figuralnym

Samarra – kultura archeologiczna rozwijająca się w neolicie, nazwa niniejszej jednostki kulturowej związana jest z eponimicznymi stanowiskami Tell es-Sawwan i Czoga Mami. Rozwój kultury przypadł na około połowę VI tysiąclecia p.n.e.

## Lokalizacja
Zespół zjawisk kulturowych utożsamianych z omawianą kulturą obejmował swym zasięgiem obszary zlokalizowane nad południe od kultury Hassuna, czyli obszary od środkowego Eufratu na zachodzie do Zagros na wschodzie. Ślady osadnictwa na obszarze niedaleko Samarry zostały odkryte przez ekspedycję F. Wailly’ego i Bahnam Abu es-Soofa w 1964 roku. Ludność, która rozwinęła kulturę na tym obszarze, przybyła prawdopodobnie z Iranu zachodniego.

## Irygacja i rolnictwo
Z kulturą Samarra wiąże się zastosowanie po raz pierwszy na Bliskim Wschodzie sztucznego nawadniania pól, dzięki czemu rolnictwo osiągnęło bardzo wysoki poziom. Pola, uprawiane w dolinach, przed wodą były zabezpieczane dzięki systemowi glinianych tam, przy pomocy których odbywało się także ich nawadnianie.
Ludność niniejszej jednostki kulturowej zajmowała się głównie uprawą samopszy, płaskurki, pszenicy, jęczmienia, soczewicy, grochu czy wymagającego obfitego nawadniania lnu. Poświadczona jest także hodowla kóz, owiec i świń.

## Budownictwo
Ludność kultury Samarra wznosiła na niewielkich pagórkach obwarowane osady, co chroniło je przed powodzią. Konstrukcje mieszkalne wznoszone były na planie koła bądź prostokąta, a do ich budowy posługiwano się cegłą mułową. Pod podłogami domostw często znajduje się pochówki, szczególnie dzieci, które wyposażano w kamienne paciorki, gliniane i alabastrowe statuetki bogiń i naczynia z alabastru.

## Sztuka
Polepszenie warunków bytu dzięki udoskonaleniu rolnictwa w połowie VI tysiąclecia p.n.e. przyczyniło się do rozwoju sztuki. Wśród znalezisk znajdowały się figurki kobiet z oczami wypełnionymi bitumem oraz w kształcie kawy. Do głównych form naczyń zaliczane są owalne półmiski, półkoliste misy oraz koliste dzbany. Ceramika użytkowa malowana była na ciemnobrązowy odcień (wewnątrz i zewnątrz), na który nanoszono jasne ornamenty geometryczne: pasy z krzyżykami, trójkąty, zygzaki, romby czy prostokąty, meandry. Na talerzach umieszczano wizerunki ludzi i zwierząt.
Przy zdobieniu ceramiki stosowano motywy geometryczne, figuralne (po raz pierwszy w dziejach Mezopotamii) bądź mieszane geometryczno-figuralne. Przykładem malarstwa figuralnego jest ornament na jednym z talerzy. Przedstawia kompozycję z czterech kobiet z rozpuszczonymi włosami i trzema palcami u rąk. Grupa wizerunków ułożona jest na kształt swastyki, otoczonej kręgiem ze skorpionów. Geometryczny rysunek został zastosowany w ornamencie na innym talerzu; składa się z kwadratu i czterech trójkątów. Całość układa się w kształt, przypominający krzyż maltański. Wewnątrz figur znajdują się małe trójkąciki w jasnym kolorze. Geometryczność kompozycji zaburzają jedynie cztery węże na krawędziach, umieszczone u podstaw trójkątów. Przykładem malarstwa geometryczno-figuralnego jest talerz, na którym także znajduje się układ, przypominający krzyż maltański, jednak tym razem za pomocą trójkątów i pociągnięć pędzlem, przedłużających jeden z boków trójkąta artysta przedstawił cztery biegnące w kółko kozły.
Prawdopodobnie każda z kompozycji, umieszczonej na ceramice Samarra miała za zadanie przekazanie określonej treści, lecz jest ona zbyt ulotna, aby można ją było zinterpretować. Malowidła te świadczą o umiejętności wyrażania przez artystę pojęć abstrakcyjnych.

## Wierzenia
Liczne posążki kobiet, które uosabiały boginię matkę, świadczą o rolniczym charakterze społeczeństwa kultury Samarra. W jednej z największych budowli w Tell es-Sawwan odkryto alabastrowy posążek, umieszczony w niszy kultowej. Budowla datowana jest na VI tysiąclecie p.n.e. Składa się z około czternastu pomieszczeń. Obok znajdowała się druga, dwukondygnacyjna. W obu odkryto cztery pomieszczenia kultowe. Nie ustalono przeznaczenia tych budowli, prawdopodobnie jest to kompleks pałacowy, ponieważ wzniesiony był w centrum osady.